# 전략 무기 제한 협상

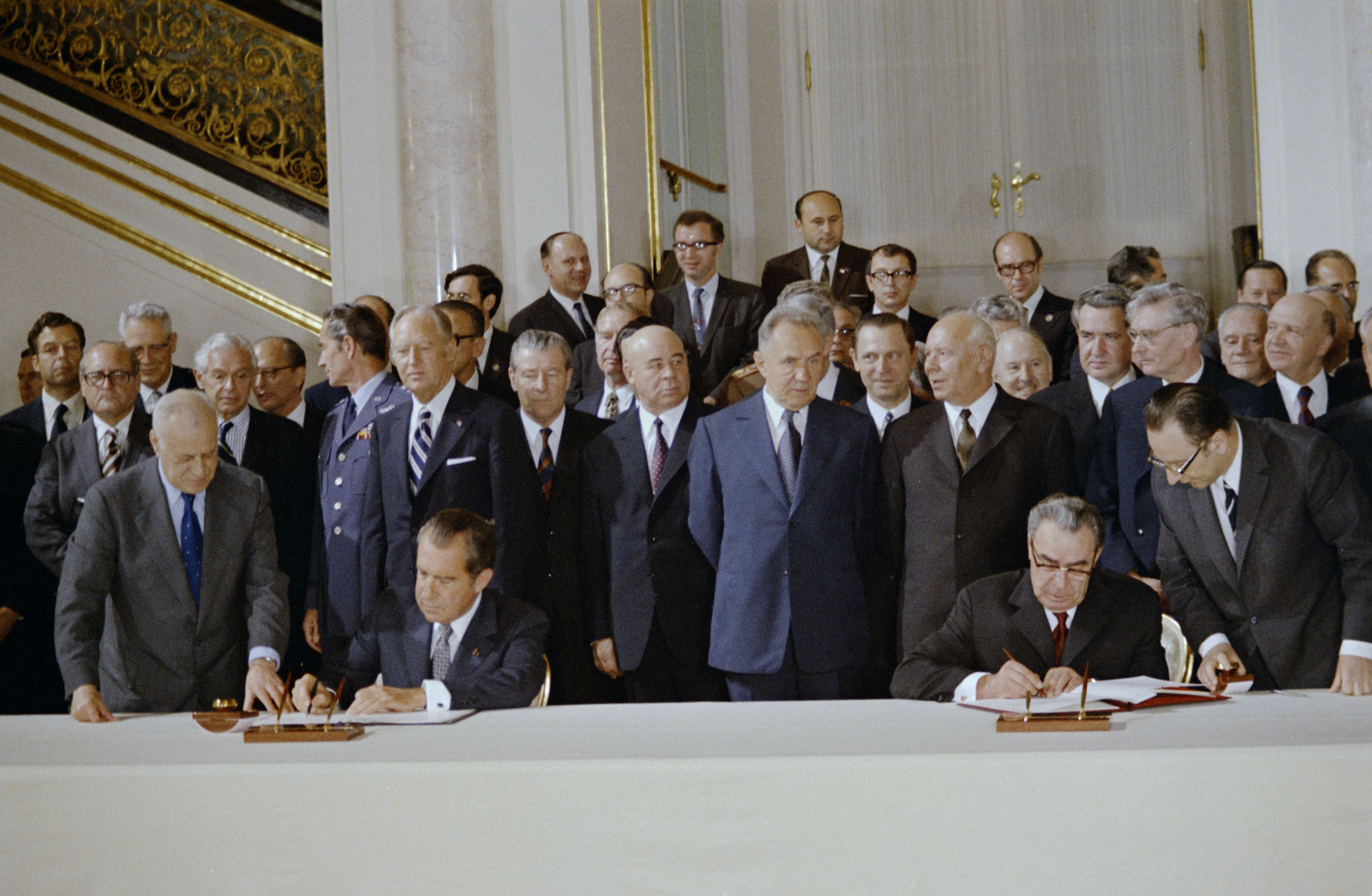
1972년 5월 26일 모스크바에서 제1차 전략 무기 제한 협정에 조인하는 닉슨과 브레즈네프

전략 무기 제한 협상(영어: Strategic Arms Limitation Talks, SALT)은 1969년부터 1979년까지 열렸던 미국과 소련의 회담이다.
두 나라는 핵무기의 생산과 배치를 제한하는 시도를 위해 만났다. 1967년 린든 B. 존슨 미국 대통령이 회담을 제의하였다.
SALT I 협정을 위한 회담은 1969년부터 1972년까지 핀란드 헬싱키, 오스트리아 빈, 스위스 제네바 등지에서 열렸고 SALT I 협정은 1972년 5월 26일 소비에트 연방 모스크바에서 조인되었고 주요 내용은 미-소 양국의 ABM기지는 2곳에서 1곳으로 축소하고 수량도 100기로 제한하고 미국은 ICBM 1054기, SLBM 710기에 소련은 ICBM 1618기, SLBM 950기 보유까지로 제한한다는 내용이였다. SALT II 협정을 위한 회담은 1972년 11월부터 1979년까지 제네바에서 열렸고 SALT II 협정은 1979년 6월 18일 빈에서 조인되었다.양측이 보유할 수 있는 ICBM,전략 폭격기의 총 수를 2250기로 제한한다는 것과 MIRV화할 수 있는 운반수단은 1,320기를 초과할 수 없다는 것, ICBM, SLBM은 1,200기를 넘지 못한다는 것, 이 중에서 MIRV화할 수 있는 ICBM은 820기를 초과하지 못한다는 것으로 되어 있다. 이 조약의 유효기간은 1985년 12월 31일까지이나 아직 발효하지 않은 채 있다.
이 협상의 한계는 양측의 핵무기 숫자만 제한했지 양측의 핵무기를 줄이진 못했으며 소련은 협정을 교묘하게 피하기 위해 서유럽을 겨냥한 RSD-10 파이오니어같은 중거리 탄도미사일 대량양산으로 선회를 해 서유럽인들이 미국에대한 반발을 일으킬 정도의 위기감 즉 "유로 미사일 위기"로 불리게 된다.
1991년 7월 31일 미소 양국간 전략 무기 삭감 회의가 열리기도 했으며 이때부터 미국과 러시아는 본격적으로 핵무기를 줄이기 시작한다.

## 같이 보기
- 포괄적 핵실험 금지 조약
- 중거리 핵전력 조약
- 핵확산방지조약
- 스타트 I
- 뉴 스타트